# Zinetoula Bilialetdinov
Pour les articles homonymes, voir Bilialetdinov.
Temple de la renommée russe : 2014
Zinetoula Khaïdarovitch Bilialetdinov - en russe : Зинетула Хайдарович Билялетдинов, et en anglais : Zinetula Bilyaletdinov - (né le 13 mars 1955 à Moscou en URSS) est un joueur professionnel russe de hockey sur glace devenu entraîneur .

## Carrière

### Carrière de joueur
Il commence sa carrière professionnelle en championnat d'URSS avec le HK Dinamo Moscou en 1973. En 1988, il met un terme à sa carrière. Il termine avec un bilan de 588 matchs et 63 buts en élite.
Il a représenté l'URSS à 244 reprises (21 buts) sur une période de 12 ans de 1976 à 1988. Il a notamment participé à huit championnats du monde senior, et aux Jeux olympiques de 1980 (médaille d'argent) et 1984 (médaille d'or).

### Carrière d'entraîneur
Il devient ensuite entraîneur. Il a été entraîneur-assistant en Amérique du Nord aux Jets de Winnipeg et aux Coyotes de Phoenix de la Ligue nationale de hockey et dans la Ligue américaine de hockey. Puis, il a été à la tête du HC Lugano de la Ligue nationale A. Il revient ensuite au Dynamo de 1997 à 2000 et de 2002 à 2004. Après s'être occupé de la sélection de Russie, il dirige les Ak Bars Kazan avec qui il remporte la Superliga 2006, la Coupe d'Europe des clubs champions 2007 et la Coupe continentale 2008, la Coupe Gagarine 2009 et 2010. En juin 2010, il est nommé à la tête de la Sbornaïa en remplacement de Viatcheslav Bykov.

## Trophées et honneurs personnels
- Kontinentalnaïa Hokkeïnaïa Liga
  - 2008-2009 : nommé meilleur entraîneur.
  - 2010 : nommé entraîneur de l'équipe Iachine lors du Match des étoiles (absent pour cause de maladie).
  - 2011 : nommé entraîneur de la conférence Est lors du Match des étoiles.

## Statistiques
| Saison    | Équipe           | Ligue |    | PJ | B  | A  | Pts | Pun |
| 1973-1974 | HK Dinamo Moscou | URSS  | 22 | 0  | 1  | 1  | 2   |     |
| 1974-1975 | HK Dinamo Moscou | URSS  | 36 | 2  | 1  | 3  | 6   |     |
| 1975-1976 | HK Dinamo Moscou | URSS  | 34 | 1  | 2  | 3  | 13  |     |
| 1976-1977 | HK Dinamo Moscou | URSS  | 33 | 1  | 4  | 5  | 18  |     |
| 1977-1978 | HK Dinamo Moscou | URSS  | 35 | 2  | 3  | 5  | 27  |     |
| 1978-1979 | HK Dinamo Moscou | URSS  | 43 | 6  | 4  | 10 | 55  |     |
| 1979-1980 | HK Dinamo Moscou | URSS  | 43 | 14 | 8  | 22 | 44  |     |
| 1980-1981 | HK Dinamo Moscou | URSS  | 0  | 6  | 5  | 11 | 54  |     |
| 1981-1982 | HK Dinamo Moscou | URSS  | 0  | 6  | 9  | 15 | 0   |     |
| 1982-1983 | HK Dinamo Moscou | URSS  | 42 | 1  | 8  | 9  | 20  |     |
| 1983-1984 | HK Dinamo Moscou | URSS  | 42 | 2  | 6  | 8  | 36  |     |
| 1984-1985 | HK Dinamo Moscou | URSS  | 36 | 4  | 8  | 12 | 24  |     |
| 1985-1986 | HK Dinamo Moscou | URSS  | 40 | 11 | 14 | 25 | 38  |     |
| 1986-1987 | HK Dinamo Moscou | URSS  | 40 | 6  | 5  | 11 | 12  |     |
| 1987-1988 | HK Dinamo Moscou | URSS  | 46 | 1  | 10 | 11 | 20  |     |

| Année | Compétition          |    | PJ | B | A | Pts | Pun                |  | Résultat |
| 1976  | Coupe Canada         | 5  | 0  | 1 | 1 | 4   | Médaille de bronze |  |          |
| 1978  | Championnat du monde | 10 | 0  | 0 | 0 | 17  | Médaille d'or      |  |          |
| 1979  | Championnat du monde | 8  | 3  | 4 | 7 | 2   | Médaille d'or      |  |          |
| 1980  | Jeux olympiques      | 7  | 1  | 3 | 4 | 2   | Médaille d'argent  |  |          |
| 1981  | Coupe Canada         | 7  | 0  | 1 | 1 | 8   | Médaille d'or      |  |          |
| 1981  | Championnat du monde | 8  | 1  | 2 | 3 | 2   | Médaille d'or      |  |          |
| 1982  | Championnat du monde | 9  | 2  | 1 | 3 | 14  | Médaille d'or      |  |          |
| 1983  | Championnat du monde | 7  | 0  | 3 | 3 | 10  | Médaille d'or      |  |          |
| 1984  | Jeux olympiques      | 7  | 1  | 1 | 2 | 0   | Médaille d'or      |  |          |
| 1984  | Coupe Canada         |    | 0  | 0 | 0 |     | Médaille de bronze |  |          |
| 1985  | Championnat du monde | 10 | 0  | 0 | 0 | 14  | Médaille de bronze |  |          |
| 1986  | Championnat du monde | 8  | 0  | 1 | 1 | 14  | Médaille d'or      |  |          |
| 1987  | Championnat du monde | 3  | 0  | 2 | 2 | 4   | Médaille d'argent  |  |          |